# Беспалько, Иван Игнатьевич
Иван Игнатьевич Беспалько (15 апреля) 1924 — 3 апреля 1993) — полный кавалер Ордена Славы, командир стрелкового отделения 172-го гвардейского стрелкового полка, гвардии старшина.

## Биография
Иван Игнатьевич Беспалько родился 15 апреля 1924 года в селе Павлинка (ныне Ивановского района Одесской области) Украины в семье крестьянина. Украинец. Член КПСС с 1968 года. Окончил неполную среднюю школу. Трудился в колхозе. В РККА с 1944 года. На фронте в Великую Отечественную войну с мая 1944 года.
Командир отделения 172-го гвардейского стрелкового полка (57-я гвардейская стрелковая дивизия, 8-я гвардейская армия, 1-й Белорусский фронт) гвардии сержант Беспалько И.И., при форсировании реки Одер 3 февраля 1945 года, в 12,5 км севернее города Франкфурт-на-Одере (Германия) одним из первых достиг берега и автоматным огнём поддерживал наступление стрелков. С 31 января по 3 февраля 1945 года уничтожил более 10 гитлеровцев, сжёг несколько автомобилей с боеприпасами, подавил 2 пулемётные точки. 23 февраля 1945 года награждён Орденом Славы 3-й степени.
Во время боев на Кюстринском плацдарме 22—23 февраля 1945 года, близ населённого пункта Альт-Тухебанд (Германия), истребил до 10 солдат и офицеров противника, подорвал противотанковой гранатой штурмовое орудие, подавил пулемётную точку. Был ранен, но поле боя не покинул. 5 мая 1945 года награждён Орденом Славы 2-й степени.
16 апреля 1945 года, одним из первых ворвался в город Зелов (Германия). 17 апреля 1945 года в уличных боях истребил 7 и взял в плен 4 вражеских солдат. Форсируя реку Шпрее, 23 апреля 1945 года, одним из первых в группе захвата переправился через реку в предместье Берлина (Германия), занял рубеж на левом берегу и отбил контратаки неприятеля. 15 мая 1946 года награждён Орденом Славы 1-й степени.
В марте 1947 года гвардии старшина Беспалько Иван Игнатьевич демобилизован. В 1949 году вновь был  призван на сверхсрочную службу и в 1951 уволен в запас. Жил в городе Одесса. Работал шофером-крановщиком на автосборочном заводе в г. Одессе, объединенном хозяйстве железнодорожного транспорта. Умер 3 апреля 1993 года.

## Награды
- Орден Отечественной войны I степени. Указ Президиума Верховного Совета СССР от 11 марта 1985 года.
- Орден Славы I степени (№ 1129). Указ Президиума Верховного Совета СССР от 15 мая 1946 года.
- Орден Славы II степени (№ 29275). Приказ Военного совета 8 гвардейской армии № 602/н от 5 мая 1945 года.
- Орден Славы III степени. Приказ командира 57 гвардейской стрелковой дивизии № ?  23 февраля 1945 года.
- Медаль «За отвагу». Приказ командира 172 гвардейского стрелкового полка № 051/н от 8 августа 1944 года.
- Медаль «За отвагу». Приказ командира 172 гвардейского стрелкового полка № 053/н от 30 августа 1944 года.
- Медаль «За победу над Германией в Великой Отечественной войне 1941—1945 гг.». Указ Президиума Верховного Совета СССР от 9 мая 1945 года.
- Медаль «За взятие Берлина». Указ Президиума Верховного Совета СССР от 9 июня 1945 года.
- Медали СССР.